# František Klokner
František Klokner (10. listopadu 1872, Praha – 8. ledna 1960, Praha) byl profesor statiky konstrukcí pozemního stavitelství, staveb ze železobetonu a železných staveb pozemních. Pro rok 1928–1929 byl – po předčasné smrti Emila Navrátila – zvolen rektorem ČVUT.

## Život
V letech 1897–1899 byl asistentem profesora Josefa Šolína na císařské a královské české vysoké škole technické v Praze.
V letech 1899–1902 pracoval jako konstruktér Pražské mostárny. V letech 1902–1908 působil jako učitel na státní průmyslové škole v Plzni. V letech 1909–1939 byl vyučujícím na ČVUT. V roce 1909 byl jmenován mimořádným profesorem a v roce 1917 řádným profesorem statiky konstrukcí pozemního stavitelství, staveb ze železobetonu a železných staveb pozemních.
V akademickém roce 1917–1918 byl děkanem odboru pozemního stavitelství, v roce 1919–20 byl děkanem Vysoké školy inženýrského stavitelství ČVUT.
V roce 1921 založil Výzkumný ústav hmot a konstrukcí stavebních a do roku 1939 byl jeho přednostou.

### Členství ve spolcích a organizacích
- člen České akademie věd a umění
- člen vědecké rady Masarykovy akademie práce
- Akademik Československé akademie věd od roku 1952

## Spisy
- Železový beton, 2. díl, Tabulky pro výpočet průřezů betonových konstrukcí, spoluautor: Konrád Hruban, 3. přepracované a rozšířené vydání, Praha : Státní nakladatelství technické literatury, 1960
- Železový beton, 1. díl, Technologie betonu, konstrukční prvky a výpočty, spoluautor: Konrád Hruban, 6. přepracované vydání, Praha : Státní nakladatelství technické literatury, 1959
- Statické tabulky, spoluautoři Antonín Brebera, Ludvík Martínek, 6. přepracované a rozšířené vydání, Praha : Státní nakladatelství technické literatury, 1959

### Ocenění
- důstojník Řádu belgické koruny (Officier de l'ordre de la Couronne)
- 1946 čestný titul doktora technických věd (dr. h. c.) Českého vysokého učení technického v Praze[1]